# Primera División de Uruguay 2019
Primera División de Uruguay 2019, även känt som Primera División Profesional 2019: 100 años de Racing Club de Montevideo, var den 118:e säsongen av Uruguays högstaliga Primera División. Det var den 89:e säsongen som ligan hade spelats professionellt. Säsongen bestod av tre delar, Apertura och Clausura samt Torneo Intermedio, som spelades av 16 lag.
Regerande mästare från föregående säsong var Peñarol från Montevideo.
Nacional vann mästerskapet.